# آزمون میانه
آزمون میانه (به انگلیسی: Median test) یکی از آزمون‌های آماری است که همتای ناپارامتری آزمون‌های تی – زد – اف است و وقتی دو یا چند گروه از میان دو یا چند جامعه مستقل با توزیعهای یکسان انتخاب شده‌اند به کار برده می‌شود. در این آزمون مقیاس اندازه‌گیری ترتیبی است و بین داده‌ها نباید همرتبه وجود داشته باشد.

## کاربرد
این آزمون، هم برای گروه‌های مستقل و هم وابسته کاربرد دارد و لزومی ندارد که حتماً حجم گروه‌های نمونه با یکدیگر برابر باشند.